# مزدكان (كوه بنج)
مزدكان (بالفارسية: مزدکان علیا) هي قرية تقع في إيران في البلدة المركزية. يقدر عدد سكانها بـ 16 نسمة .